# Chemours
Chemours Company, thường được gọi là Chemours, là một công ty hóa chất của Mỹ được thành lập vào tháng 7 năm 2015 như là một công ty spin-off của  DuPont. Nó có trụ sở công ty tại Wilmington, Delaware, Hoa Kỳ.

## Lịch sử
Vào tháng 10 năm 2013, DuPont tuyên bố rằng họ đang lên kế hoạch tách doanh nghiệp " hóa chất hiệu suất " thành một công ty giao dịch công khai mới vào giữa năm 2015. DuPont đã nộp Mẫu 10 ban đầu với SEC vào tháng 12 năm 2014 và thông báo rằng công ty mới sẽ được gọi là "Công ty Chemours". Các cổ đông của DuPont đã được hoàn thành vào ngày 1 tháng 7 năm 2015 và cổ phiếu của Chemours bắt đầu giao dịch trên thị trường chứng khoán New York vào cùng ngày. Chemours đã thừa nhận các khoản nợ khác nhau phát sinh từ các vụ kiện chống lại DuPont.
Nhà máy của Chemours ở hạt Bladen, Bắc Carolina, được phát hiện đang thải ra một lượng lớn hóa chất có tên là "GenX", tiền thân của Teflon, vào sông Cape Fear.

## Các sản phẩm
Chemours sản xuất và bán các hóa chất hiệu suất thuộc ba phân khúc: Titanium Technologies (titan dioxide); Fluorop sinh sản (chất làm lạnh và nhựa fluoropolyme công nghiệp và các dẫn xuất bao gồm Freon, Teflon, Viton, Nafion, và Krytox); và các giải pháp hóa học (xyanua, axit sulfuric, anilin, metylamines và kim loại phản ứng).

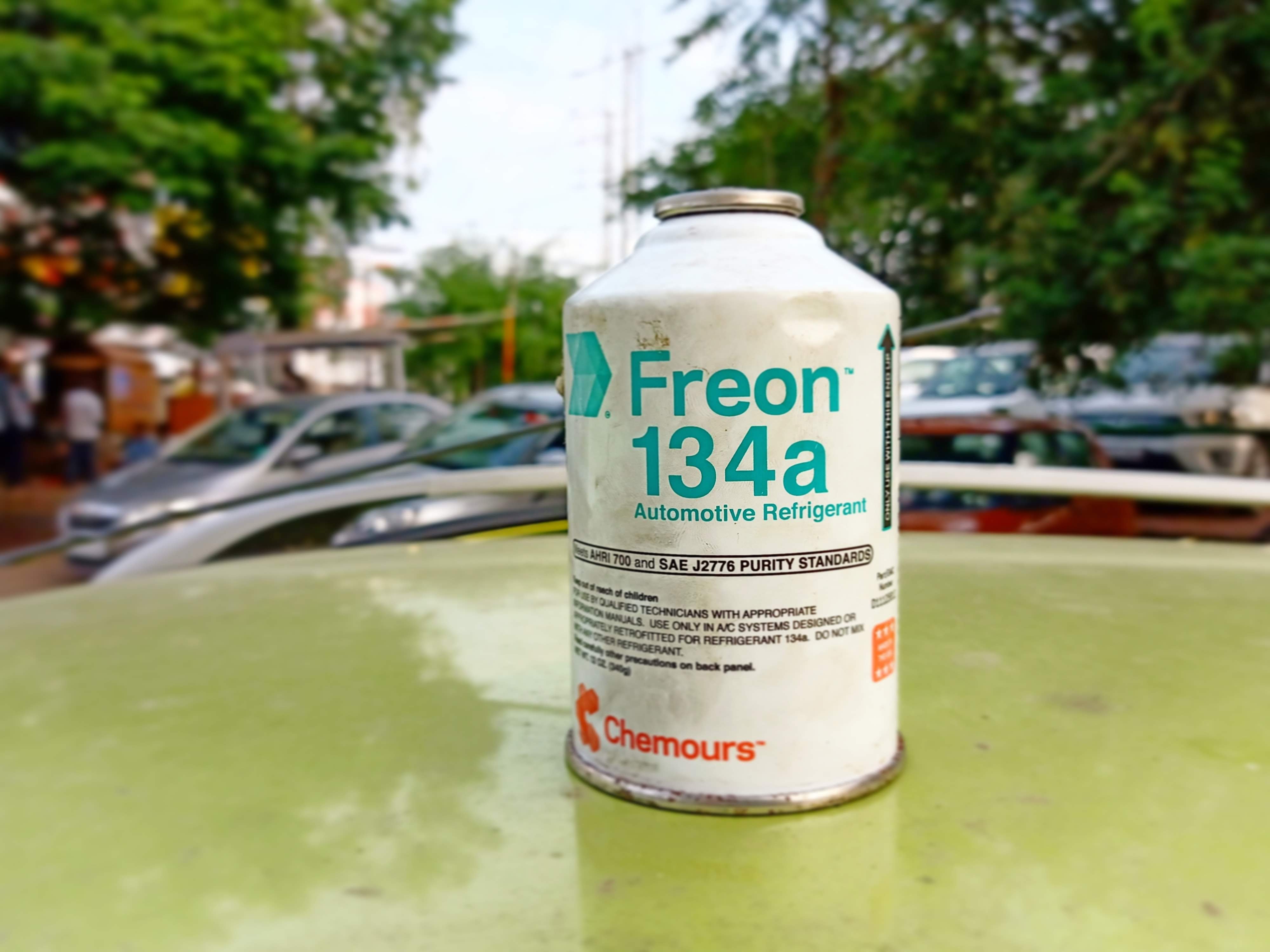
Freon 134a refrigerant for car AC